# Guilherme dos Santos Torres
Guilherme dos Santos Torres (Santo André, São Paulo, Brasil, 5 de abril de 1991), más conocido como Guilherme, es un futbolista brasileño. Juega de centrocampista y su equipo actual es el Al-Sadd S. C..

## Trayectoria

### Portuguesa
Nacido en Santo André, São Paulo, Guilherme se unió a las categorías inferiores de la Portuguesa en 2002, a la edad de 11 años. Hizo su debut profesional el 11 de agosto de 2009, en una derrota por 1–2 en la Série B contra Duque de Caxias.
El 26 de enero de 2011 Guilherme anota su primer gol como profesional, en una derrota por 1–3 contra Ponte Preta. Fue titular indiscutible en esa campaña, consiguiendo el ascenso a Série A, contribuyendo con 4 goles en 35 partidos jugados.
Guilherme debutó en Série A el 23 de junio de 2012, jugando 90 minutos en la victoria 1–0 en casa contra São Paulo.

### Corinthians
El 14 de agosto de 2012, después de ser vinculado a Palmeiras, Guilherme firma un contrato de cinco años con Corinthians, costando su pase unos 2 millones de euros. Su debut llega un mes más tarde, sustituyendo a Paulo André en la derrota por un gol a dos en casa en contra São Paulo.
Guilherme anota su primer gol para Timão en la victoria en casa por tres a uno ante el Grêmio, siendo este el segundo para su equipo. Después de la salida de Paulinho al Tottenham Hotspur en 2013, es elegido como su sustituto en el equipo titular.

### Udinese
El 7 de julio de 2014, Guilherme acepta ser traspasado al Udinese, de la Serie A, firmando por el club el 18 de julio. Debuta el 31 de agosto, en una victoria en casa contra el Empoli.
Consigue ser un jugador habitual en las alineaciones de su equipo en su primera temporada, pero debido a las lesiones, al año siguiente pierde su sitio con la llegada de su compatriota Edenílson.

### Deportivo de La Coruña
El 16 de julio de 2016 ficha por el Deportivo de La Coruña en calidad de cedido por una temporada con opción a compra.
El 15 de junio de 2017 el Deportivo de La Coruña  anuncia que ejerce la opción de compra que figuraba en el contrato de cesión, firmando el jugador un contrato por 4 temporadas.

## Estadísticas
Actualizado al último partido jugado el 20 de mayo de 2017.
| Club          | Temporada     | Liga          | Liga        | Liga  | Liga estatal | Liga estatal | Copa        | Copa  | Continental | Continental | Total       | Total |
| Club          | Temporada     | División      | Apariciones | Goles | Apariciones  | Goles        | Apariciones | Goles | Apariciones | Goles       | Apariciones | Goles |
| ------------- | ------------- | ------------- | ----------- | ----- | ------------ | ------------ | ----------- | ----- | ----------- | ----------- | ----------- | ----- |
| Portuguesa    | 2009          | Série B       | 2           | 0     | 0            | 0            | 0           | 0     | —           | —           | 2           | 0     |
| Portuguesa    | 2010          | Série B       | 3           | 0     | 1            | 0            | 0           | 0     | —           | —           | 4           | 0     |
| Portuguesa    | 2011          | Série B       | 35          | 4     | 14           | 1            | 1           | 0     | —           | —           | 50          | 5     |
| Portuguesa    | 2012          | Série A       | 6           | 0     | 16           | 1            | 5           | 0     | —           | —           | 27          | 1     |
| Portuguesa    | Subtotal      | Subtotal      | 46          | 4     | 31           | 2            | 6           | 0     | 0           | 0           | 83          | 6     |
| Corinthians   | 2012          | Série A       | 14          | 2     | —            | —            | —           | —     | —           | —           | 14          | 2     |
| Corinthians   | 2013          | Série A       | 27          | 3     | 12           | 1            | 1           | 0     | 2           | 0           | 42          | 4     |
| Corinthians   | 2014          | Série A       | 5           | 1     | 14           | 2            | 2           | 0     | —           | —           | 21          | 1     |
| Corinthians   | Subtotal      | Subtotal      | 46          | 6     | 26           | 3            | 3           | 0     | 2           | 0           | 77          | 9     |
| Udinese       | 2014/15       | Serie A       | 34          | 0     | —            | —            | 3           | 0     | —           | —           | 37          | 0     |
| Udinese       | 2015/16       | Serie A       | 5           | 0     | —            | —            | 2           | 1     | —           | —           | 7           | 1     |
| Udinese       | Subtotal      | Subtotal      | 39          | 0     | —            | —            | 5           | 1     | 0           | 0           | 44          | 1     |
| Deportivo     | 2016/17       | La Liga       | 30          | 2     | —            | —            | 4           | 0     | —           | —           | 34          | 2     |
| Deportivo     | 2017/18       | La Liga       | 10          | 0     | —            | —            | 1           | 0     | —           | —           | 11          | 0     |
| Deportivo     | Subtotal      | Subtotal      | 40          | 2     | —            | —            | 5           | 0     | —           | —           | 45          | 2     |
| Total carrera | Total carrera | Total carrera | 171         | 12    | 57           | 5            | 19          | 1     | 2           | 0           | 249         | 18    |

1. ↑  Partidos de la Recopa Sudamericana

## Palmarés

### Títulos nacionales
| Título                              | Club                   | País   | Año  |
| ----------------------------------- | ---------------------- | ------ | ---- |
| Superliga de Grecia                 | Olympiacos de El Pireo | Grecia | 2020 |
| Copa de Grecia                      | Olympiacos de El Pireo | Grecia | 2020 |
| Copa de las Estrellas de Catar      | Al-Sadd S. C.          | Catar  | 2020 |
| Copa del Emir de Catar              | Al-Sadd S. C.          | Catar  | 2020 |
| Liga de fútbol de Catar             | Al-Sadd S. C.          | Catar  | 2021 |
| Copa del Emir de Catar              | Al-Sadd S. C.          | Catar  | 2021 |
| Copa Príncipe de la Corona de Catar | Al-Sadd S. C.          | Catar  | 2021 |